# Mos Def & Talib Kweli Are Black Star
Black Star är det första albumet av den amerikanska hiphopgruppen Black Star, bestående av Talib Kweli och Mos Def. Det gavs ut 16 augusti 1998.

## Låtlista
1. "Intro" - 1:12
2. "Astronomy (8th Light)" - 3:24
3. "Definition" - 3:27
4. "RE:DEFinition" - 3:02
5. "Children's Story" - 3:32
6. "Brown Skin Lady" - 5:47
7. "B Boys Will B Boys" - 2:36
8. "K.O.S. (Determination)" - 4:49
9. "Hater Players" - 4:08
10. "Yo Yeah" - 1:11
11. "Respiration" - 6:05
12. "Thieves in the Night" - 5:16
13. "Twice Inna Lifetime" - 5:38